# A World Apart (soundtrack)
A World Apart is de originele soundtrack, gecomponeerd door Hans Zimmer voor de film A World Apart uit 1988 van Chris Menges. Het album werd uitgebracht in 1988 door Milan Records en RCA Records.

## Achtergrond
De opnames vonden plaats in de Lillie Yard Studio, CTS Studios, Lansdowne Studios, Hot Foods Studio en Snakeranch Studios in Londen, met muziek opgenomen door Judy Freeman in Bulawayo. De muziek werd gemixt en geproduceerd in de Lillie Yard door Al Clay. Synth-arrangementen zijn geproduceerd door Hans Zimmer en Mel Wesson.
De nummers "The Pennywhistle Song", "Let's Twist Again" en "Bhayakala" zijn uitgevoerd door Lovemore Majaivana en The Zulu Band. De nummers "Nkosi Sikelela I-Afrika" en "Zithulele Mama" zijn uitgevoerd door The Messias Choir, met koordirigent Henry Mlauzi.
Het produceren van deze soundtrack, heeft ervoor gezorgd dat het leven van Zimmer compleet veranderde. De film werd toevallig gezien door Diana Rhodes, de vrouw van regisseur Barry Levinson, die net bezig was aan zijn nieuwste film Rain Man. Rhodes die Zimmer aanraden bij Levinson, zorgde daarmee voor dat zijn carrière, hem naar Los Angeles bracht.

## Tracklijst
| 1.                 | Nkosi Sikeleli I-Afrika – The Messias Choir                 | traditional            | 2:17  |
| 2.                 | A World Apart Suite                                         | Hans Zimmer            | 17:48 |
| 3.                 | Zithulele Mama – The Messias Choir                          | traditional            | 1:55  |
| 4.                 | Amandla                                                     | Hans Zimmer            | 2:40  |
| 5.                 | The Penny Whistle Song – Lovemore Majaivana & The Zulu Band | Lovemore Majaivana     | 2:49  |
| 6.                 | Let's Twist Again – Lovemore Majaivana & The Zulu Band      | Dave Appell & Kal Mann | 2:25  |
| 7.                 | Bhayakala – Lovemore Majaivana & The Zulu Band              | Lovemore Majaivana     | 3:38  |
| 8.                 | Molly's Theme                                               | Hans Zimmer            | 0:51  |
| 9.                 | "A World Apart" - End Title                                 | Hans Zimmer            | 4:49  |
| Totale duur: 39:22 |                                                             |                        |       |